# Leiterbachl
Das Leiterbachl ist ein rechter Zufluss zur Zwettl bei Groß Gerungs in Niederösterreich.

## Geografie
Das Leiterbachl entspringt südlich von Kotting Nondorf an einem Nebengipfel des Kühbühel (744 m ü. A.) und fließt nach Norden durch Groß Meinharts ab, wo das Bachl den Ort Blumau passiert und nach einer langen Fließstrecke in Ober Rosenauerwald den Augraben als seinen linken Zubringer aufnimmt. Dieser entspringt bei der Paulnsteiner Kapelle und hat einen linken Zufluss Steingraben. Das Leiterbachl mündet schließlich östlich von Schall in die Zwettl.
Das Einzugsgebiet umfasst 14,6 km² in teilweise bewaldeter Landschaft.